# نیو تاون (جورجیا)
نیو تاون (به انگلیسی: New Town) یک منطقهٔ مسکونی در ایالات متحده آمریکا است که در شهرستان گوردون، جورجیا واقع شده‌است. نیو تاون ۲۰۳٫۹۱ متر بالاتر از سطح دریا واقع شده‌است.